# Ugly Betty
Ugly Betty er en prisbelønnet tv-serie fra USA, der er inspireret af den ligeledes prisbelønnede colombianske tv-serie Yo soy Betty, la fea. Serien har bl.a America Ferrera, Vanessa Williams og Eric Mabius i hovedrollerne. Den blev vist første gang på tv i USA den 28. september 2006. I Danmark blev første halvdel af første sæson vist på TV2. Senere afsnit blev sendt på TV2 Zulu.

## Handling

### Første sæson
Serien handler om Betty Suarez, en ung og absolut ikke modeinteresseret kvinde, der alligevel trodser alle odds og søger arbejde på det smarte modemagasin "Mode". 

## Medvirkende
| Skuespiller         | Roller             |
| ------------------- | ------------------ |
| America Ferrera     | Betty Suarez       |
| Eric Mabius         | Daniel Meade       |
| Rebecca Romjin      | Alexis Meade       |
| Vanessa L. Williams | Wilhelmina Slater  |
| Becki Newton        | Amanda Tanen       |
| Ana Ortiz           | Hilda Suarez       |
| Ashley Jensen       | Christina McKinney |
| Tony Plana          | Ignacio Suarez     |
| Michael Urie        | Marc St. James     |
| Mark Indelicato     | Justin Suarez      |
| Kevin Sussman       | Walter             |
| Christopher Gorham  | Henry Grubstick    |
| Alan Dale           | Bradford Meade     |
| Judith Light        | Claire Meade       |